# John D. Spreckels
John Diedrich Spreckels (16 de agosto de 1853 - 7 de junio de 1926), hijo del industrial de origen alemán Claus Spreckels, fue un empresario estadounidense que fundó un imperio inmobiliario y de transporte en San Diego, California, a fines del siglo XIX y principios del XX. Entre sus negocios  figuraron el Hotel del Coronado y el Ferrocarril de San Diego y Arizona, contribuciones decisivas para que San Diego se convirtiera en un importante centro comercial.

## Primeros años
Spreckels, el mayor de cinco hijos, nació en Charleston, Carolina del Sur, aunque la familia pronto se mudó a la ciudad de Nueva York. Spreckels asistió al Oakland College y luego al Politécnico de Hannover en Alemania, donde estudió química e ingeniería mecánica hasta 1872. Regresó a California y comenzó a trabajar para su padre, Claus Spreckels, que se había vuelto extremadamente rico gracias al negocio del azúcar. En 1876 fue a las islas Hawái, donde trabajó para el negocio azucarero de su padre, la Spreckels Sugar Company.

### Comienzos empresariales
En 1880, con dos millones de dólares de capital, organizó la JD Spreckels and Brothers, una compañía para establecer operaciones comerciales entre los Estados Unidos continentales y las islas Hawái. La compañía comenzó con un velero, el Rosario, y luego controló dos grandes flotas de barcos de vela y vapor. La empresa también participó ampliamente en la finación del cultivo del azúcar, y se convirtió en agente de las principales plantaciones de caña de azúcar en Hawái. Gran parte del desarrollo de los intereses comerciales entre los Estados Unidos y las islas se debe a esta firma.

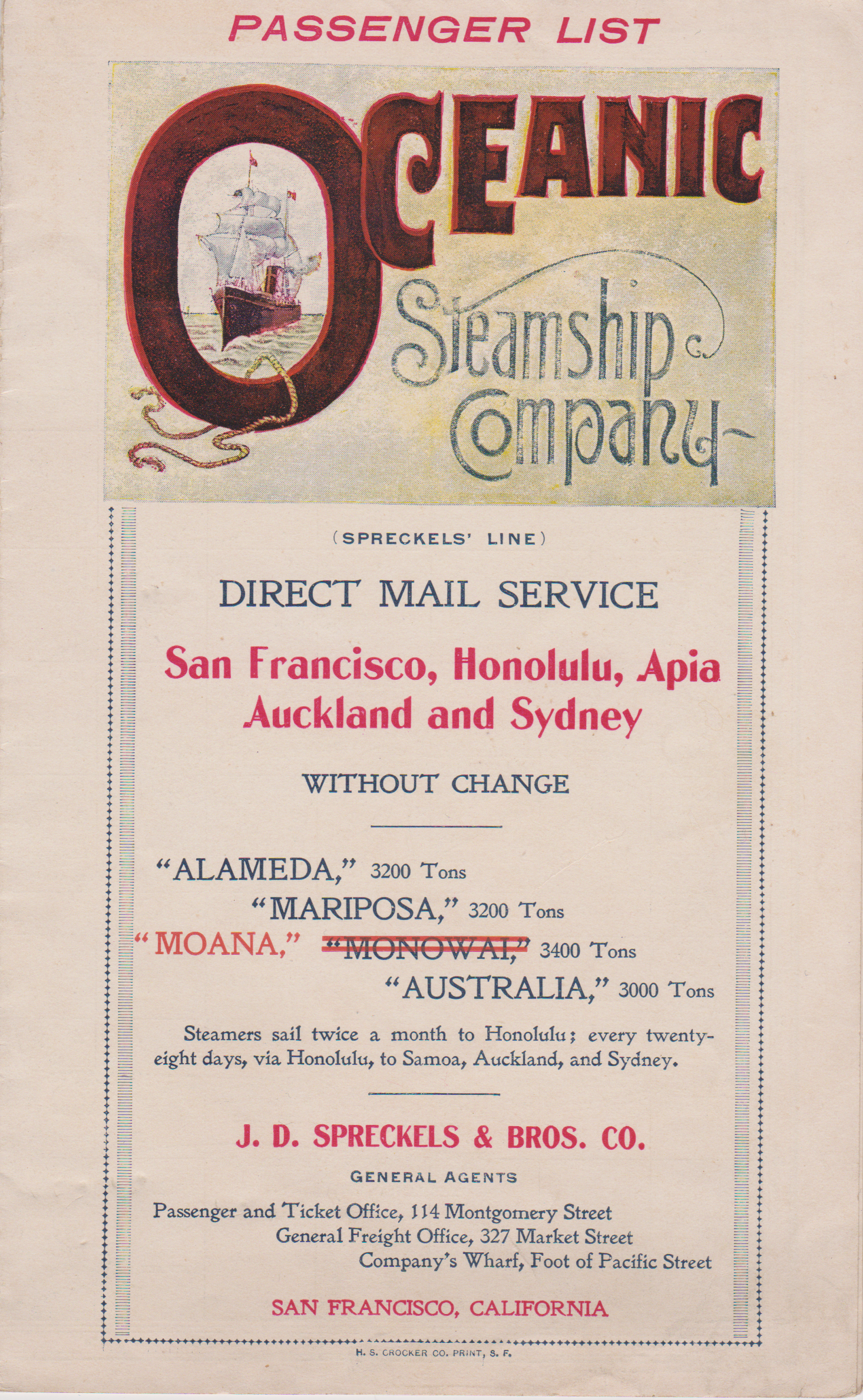
Lista de pasajeros para (26 de julio de 1899). Salida del buque de vapor Australia de la Oceanic Steamship Co.

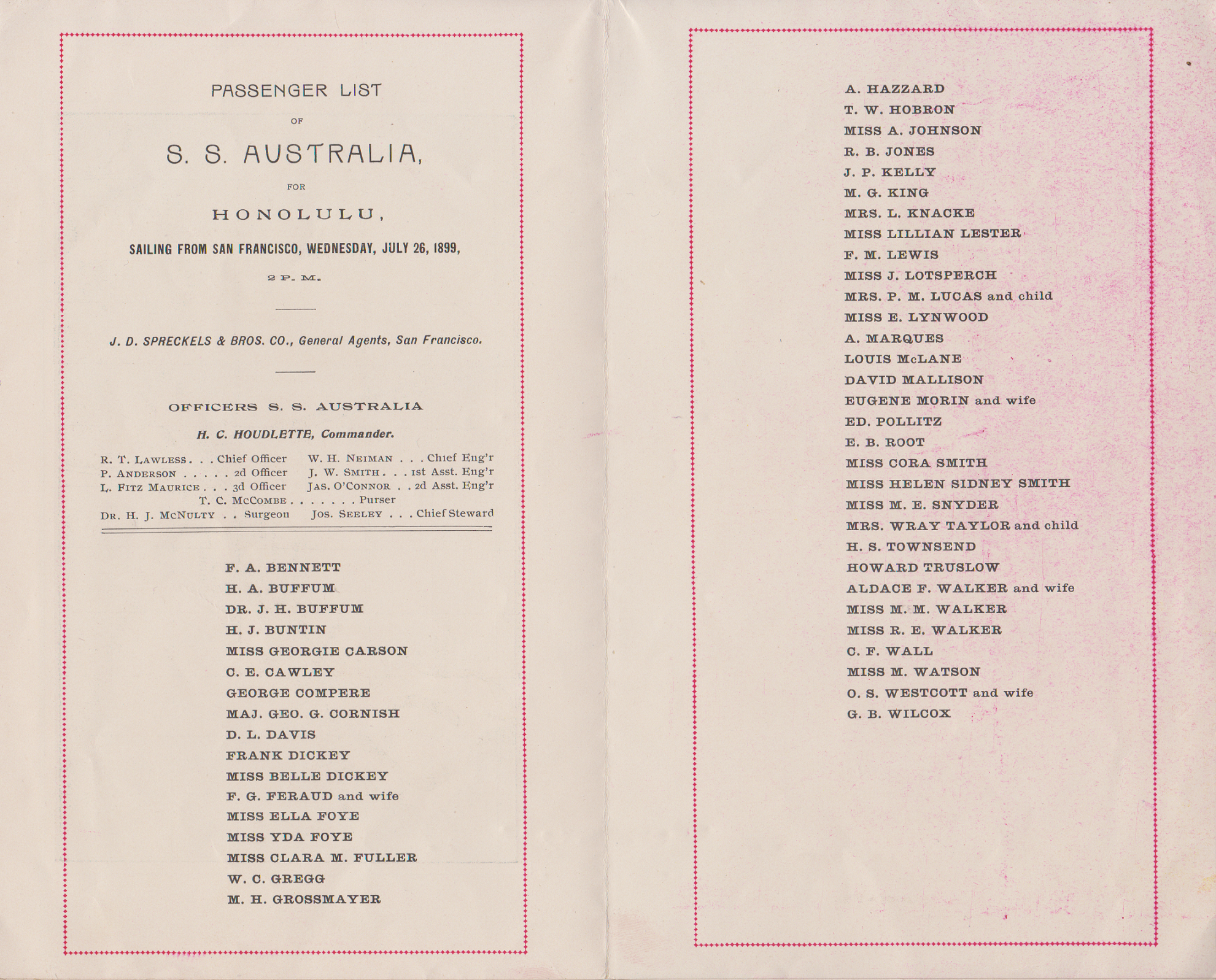
Interior de la lista de pasajeros para la salida de San Francisco, California, el 26 de julio de 1899, del barco de vapor Australia de la Oceanic Steamship Co.

La naviera descarga y pasaje de la empresa se denominaba Oceanic Steamship Company, y fue fundada por JD Spreckels en 1881. Su servicio inaugural enlazó California y Hawái, y más adelante se extendió desde California hasta Australia, Nueva Zelanda, Samoa y Tahití. Los diversos barcos de las líneas transportaban pasajeros, azúcar y otros alimentos, y prestaban servicio de correo. Durante décadas, la compañía proporcionó el único servicio de correo entre los EE. UU. y Australia y Nueva Zelanda. Los barcos oceánicos que transportaban correo a Australia y Nueva Zelanda eran el Alameda (con un motor de 3000 caballos), Mariposa (también de 3000 CV), el vapor Zealandia, el Sierra, el Sonoma y el Ventura. El vapor Australia prestaba un servicio de correo directo de 33 días a Tahití. En 1926, la Oceanic se convirtió en subsidiaria de la Matson Navigation Company, una compañía que el padre de JD, Claus Spreckels, había financiado tiempo atrás. Antes de asociarse con Matson, Oceanic tenía bajo el control de JD un total de 17 barcos: el buque de casco de hierro Alameda (1883), la goleta de madera Anna (1881), el vapor de hierro Australia (1875), el bergantín de madera Claus Spreckels (1879), el bergantín de madera Consuelo (1880), el bergantín de madera Emma Augusta (1867), el bergantín de madera John D. Spreckels (1880), el barco de hierro Mariposa (1883), la goleta de dos mástiles Rosario (1879), el bergantín de madera Salina, el barco de pasajeros Sierra (1900), el buque de pasajeros Sonoma (1900), el Suez (1876), el Ventura (1900), el bergantín de madera WH Dimond (1881), el bergantín de madera William G. Irwin (1881 ) y la Zealandia (1875).
En octubre de 1877, John Diedrich Spreckels se casó con Lillie Siebein en Hoboken, Nueva Jersey, y juntos tuvieron cuatro hijos: Grace (nacida en septiembre de 1878), Lillie (nacida en noviembre de 1879), John (nacido en abril de 1883) y Claus (nacido en marzo de 1888). Primero vivieron en el Reino de Hawái y luego en San Francisco. En 1887, Spreckels visitó San Diego en su yate Lurline para abastecerse de suministros. Impresionado por el auge inmobiliario que tenía lugar en ese momento, invirtió en la construcción de un muelle y almacenes de carbón al pie de Broadway (entonces llamada calle "D"). Este auge terminaría pronto, pero el interés de Spreckels en San Diego duraría el resto de su vida. 
Adquirió el control de la Coronado Beach Company, del Hotel del Coronado y Coronado Tent City; compró el Sistema Ferroviario Urbano de San Diego, introduciendo en 1892 la tracción eléctrica para sustituir los vehículos arrastrados por caballos. El Hotel del Coronado era propiedad de la Coronado Beach Company, que originalmente se capitalizó con 3 millones de dólares. En el momento de la capitalización, los directores originales de la compañía eran E.S. Babcock, John D. Spreckels, el Capitán Charles T. Hinde, H.W. Mallett y Giles Kellogg. La Coronado Beach Company fue responsable de numerosas otras inversiones en el área de Coronado, California. Antes de invertir en la compañía, Spreckels esperó a que su amigo cercano, el Capitán Charles T. Hinde se uniera al negocio. Ambos invirtieron conjuntamente y administraron nuevas empresas.
Durante un tiempo, Spreckels fue dueño del San Francisco Call, entonces un periódico matutino. Mientras vivía en San Francisco, continuó invirtiendo en periódicos de San Diego, comprando The San Diego Union en 1890 y el San Diego Evening Tribune en 1901. Se mudó con su familia de forma permanente a San Diego inmediatamente después del terremoto de 1906 en San Francisco. 

## Reubicación a San Diego
En las siguientes décadas, Spreckels se convirtió en multimillonario, llegando a ser el hombre más rico de San Diego. En varias ocasiones, fue propietario de toda la isla de Coronado, del sistema de ferry San Diego-Coronado, de la Union-Tribune Publishing Co., del ferrocarril eléctrico de San Diego, del ferrocarril de San Diego y Arizona y del parque Belmont en Mission Beach. Construyó varios edificios en el centro de la ciudad, incluido el Union Building en 1908, el Teatro Spreckels en 1912, el Hotel San Diego y el Hotel Golden West. Empleó a miles de personas y al mismo tiempo pagó el 10% de todos los impuestos a la propiedad en el condado de San Diego. 
Fue presidente de varias compañías, incluida la Oceanic Steamship Company, que operaba una línea de correo y pasajeros a Hawái y Australia, la Western Sugar Refining Company, la Coronado Water Company, la San Diego y Coronado Ferry Company, la San Diego y Coronado Transfer Company, la Pajaro Valley Consolidated Railroad Company, la San Diego Electric Railway y la San Diego & Arizona Railway Company. 

### Mansión Spreckels
La primera residencia permanente de Spreckels en el área de San Diego fue la Mansión Spreckels, ubicada en el 1043 de Ocean Boulevard en Coronado, diseñada por el arquitecto Harrison Albright (1866-1932). La mansión es el lugar de la muerte accidental en 2011 de Max Shacknai, de 6 años, hijo de Jonah Shacknai, ex CEO de Medicis Pharmaceutical, y del aparente suicidio de la novia de Jonah Shacknai, Rebecca Zahau.
Al mismo tiempo que estaba construyendo esta "casa de playa", Spreckels hizo que Albright diseñara otra casa más grande cerca, al otro lado del Hotel del Coronado, en el 1630 de Glorietta Boulevard. Spreckels le regaló la mansión Ocean Boulevard a su hijo Claus como regalo de bodas en 1910 y la viuda de Claus, Ellis, vivió allí hasta su muerte en 1967. Spreckels vivió en esta mansión hasta su muerte en 1926. Ahora es un popular hotel boutique, el Glorietta Bay Inn. 

## Transporte e infraestructuras

### Ferrocarril Eléctrico de San Diego

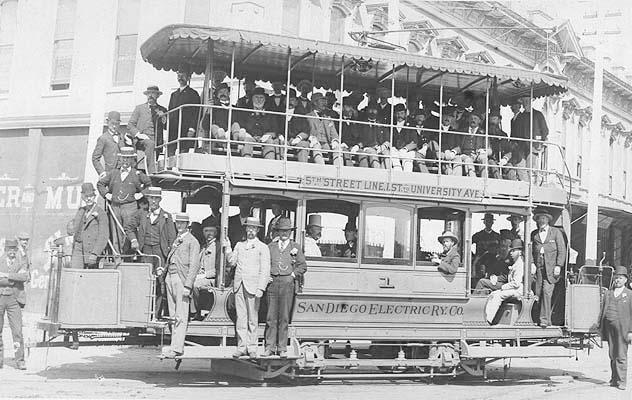
El coche n.º 1 de dos pisos del SDERy se detiene en la intersección de 5th Street y Market Street en San Diego durante su recorrido inaugural el 21 de septiembre de 1892

El Ferrocarril Eléctrico de San Diego (SDERy por sus siglas en inglés) fue un sistema de transporte público de trenes ligeros con sede en San Diego, fundado por Spreckels en 1892. La estrategia de Spreckels consistió en comprar varias rutas fracasadas de tranvías tirados por caballos y otros remolcados por cables del centro de la ciudad, consolidando y estandarizando el trazado, y electrificando el sistema ferroviario unificado resultante. 
Con los años, el SDERy construyó nuevas líneas para conectar el floreciente centro de San Diego con las comunidades periféricas emergentes de la región, incluidas Mission Beach, Pacific Beach y Normal Heights (desarrollos donde Spreckels poseía la mayor parte de los terrenos). Su filosofía subyacente a este respecto se puede resumir de la siguiente manera:

"Antes de que puedas esperar que las personas vivan en cualquier lugar ... primero debes demostrarles que pueden llegar allí de forma rápida, cómoda y, sobre todo, a bajo precio. El transporte determina el flujo de población".

En su apogeo, las rutas de SDERy operarían en todo el gran San Diego a lo largo de unas 266 kilómetros (165 millas). Y aunque el sistema había funcionado continuamente durante más de medio siglo, la disminución constante de la cantidad de pasajeros (debido en gran parte al enorme aumento de la popularidad del automóvil) finalmente llevó a la compañía a suspender todo servicio de tranvía a favor de las rutas de autobuses en 1949.

### Tranvías Clase 1 de San Diego

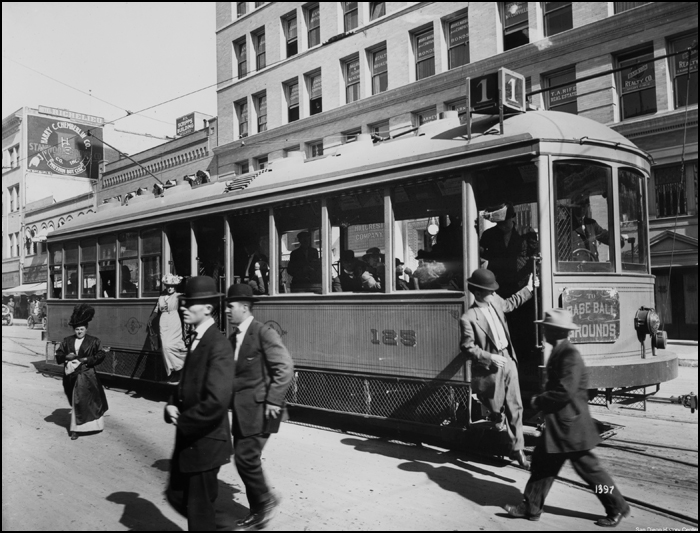
Tranvía de Clase 1 n.º 125 en 5th y Broadway. San Diego, CA (1915)

Una de las principales contribuciones de Spreckels a la ciudad de San Diego fue su compromiso con la construcción del Parque Balboa, como preparación de la Exposición Panamá-California. Como propietario de la Compañía de Ferrocarriles Eléctricos de San Diego, también desarrolló una flota única de tranvías especiales que podían transportar las grandes multitudes que asistieron a este evento. Después de la Exposición, tranvías de Clase 1 continuarían proporcionando un servicio continuo de transporte público para la ciudad de San Diego durante los siguientes 27 años. 
Una evolución de los modelos de tranvías anteriores, los Clase 1 fueron diseñados con detalles artísticos, tecnología punta y el clima único de San Diego en mente. Bajo la dirección de Spreckels, los ingenieros de SDERy tomaron elementos de los diseños del "California Car" y del "Closed Car" y los transformaron en una flota nueva y moderna. Los planos se enviaron a la Saint Louis Car Company (SLCCo), donde se construyeron estos hermosos tranvías de estilo Arts & Crafts para San Diego. Finalmente, los tranvías de Clase 1 acabaron recorriendo toda la ciudad, desde Coronado hasta el centro, Mission Hills, Ocean Beach, North Park, Golden Hill y Kensington. Incluso sirvieron brevemente como enlace a la frontera entre Estados Unidos y México. 
Estos tranvías fueron "retirados" en 1939 para dar paso a los tranvías más baratos de la Época de la Depresión, los denominadso Coches del Comité de la Conferencia de Presidentes (PCC). Solo se conservan tres de los veinticuatro tranvías originales de la Clase 1.

### Ferrocarril de San Diego y Arizona

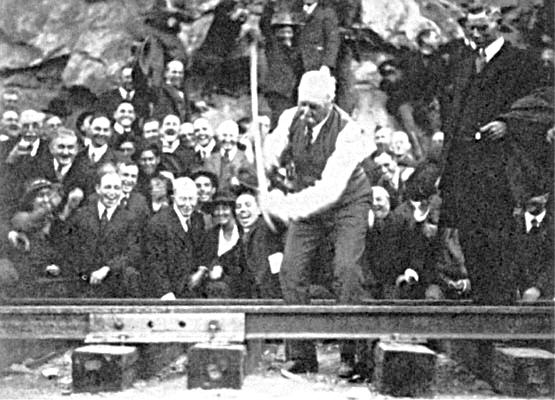
JD Spreckels introduce un "clavo de oro" para completar ceremonialmente el ferrocarril de San Diego y Arizona el 15 de noviembre de 1919

En 1919, Spreckels completó el ferrocarril de San Diego y Arizona, una línea corta bautizada como "El ferrocarril imposible" por muchos ingenieros de su época, debido a los inmensos desafíos logísticos involucrados. Establecido en 1906 para proporcionar a San Diego un enlace directo hacia el este mediante la conexión con las líneas del Ferrocarril del Pacífico Sur (que en secreto proporcionó la financiación de las obras) en El Centro, California, la ruta de 148 millas (238 kilómetros) del SD&A tenía su origen en San Diego y terminaba en la ciudad de Calexico, en el Condado de Imperial. 
El costo total de construcción fue de aproximadamente 18 millones de dólares (unos 123.000 por milla); la estimación original era de 6 millones. Los retrasos en la construcción, los ataques de los revolucionarios mexicanos y la intervención del gobierno durante la Primera Guerra Mundial sirvieron para retrasar la construcción hasta el 15 de noviembre de 1919, cuando el "clavo de oro" finalmente fue colocado nada menos que por el propio Spreckels. Completar el SD&A fue una tarea monumental, que afectó gravemente a la salud de Spreckels y casi le costó la vida. 
En los años siguientes, el daño a las líneas causados por las fuertes lluvias, los deslizamientos de tierra y los incendios provocaron estragos financieros en el ferrocarril, al igual que los cierres de fronteras con México. En 1932, las dificultades financieras obligaron a los herederos de Spreckels a vender sus intereses en la empresa por 2,8  millones al Pacífico Sur, que rebautizó la línea como Ferrocarril del Este de San Diego y Arizona (SD&AE).

### Compañía de Agua de las Montañas del Sur de California
"Primero hay que obtener un suministro de agua, porque sin agua, la población se crea falsas expectativas y se marcha cuando el agua se seca".

Spreckels organizó la Southern California Mountain Water Company, que a su vez construyó las presas de los embalses de Morena y Upper y Lower Otay, el conducto de Dulzura y las tuberías necesarias para el suministro de la ciudad. La empresa fue adquirida posteriormente por la ciudad de San Diego.

### Entusiasta del automóvil
Speckels fue reconocido como uno de los "automovilistas más prominentes y entusiastas de la costa oeste". Cuando California comenzó a exigir matrículas en 1905, Spreckels adquirió las primeras cinco placas para él y su familia.

## Legado
Su principal contribución a la vida cultural de la ciudad fue el Teatro Spreckels, el primer teatro comercial moderno al oeste del Misisipi. Donó generosamente fondos para construir la infraestructura de la Exposición Panamá-California de 1915, y junto con su hermano Adolph B. Spreckels, donó el Pabellón de Órganos Spreckels en el Parque Balboa a la ciudadanía de San Diego justo antes de la apertura de la Exposición. Spreckels pagó el salario de un afinador de órganos residente y del organista durante muchos años, ofreciendo conciertos diarios gratuitos. Tanto la escuela primaria Spreckels de San Diego como el parque Spreckels en Coronado, California, llevan su nombre. 
Spreckels murió en San Diego el 7 de junio de 1926. Su biógrafo, Austin Adams, lo llamó "uno de los pocos grandes constructores de imperios de Estados Unidos que invirtió millones para convertir una aldea en bancarrota en la hermosa y cosmopolita ciudad de San Diego".